# Eupraksja
Eupraksja (ur. 1071, zm. 20 lipca 1109 w Ławrze Peczerskiej) – księżniczka kijowska, córka Wsiewołoda I i jego drugiej żony - Anny (córki chana Kipczaków). Była wnuczką księcia Jarosława I Mądrego.
Jej pierwszym mężem był Henryk Długi, margrabia Marchii Północnej. Nie mieli razem dzieci, a gdy Henryk zmarł w 1087 Eupraksja zamieszkała w klasztorze w Quedlinburgu. Tam spotkała cesarza Henryka IV (11 listopada 1050 - 7 sierpnia 1106), syna cesarza Henryka III i Agnieszki z Poitou, córki księcia Akwitanii Wilhelma V Wielkiego. Cesarz był pod wielkim wrażeniem urody kijowskiej księżniczki. Po śmierci swojej pierwszej żony, Berty Sabaudzkiej, pod koniec 1087, poślubił Eupraksję w Kolonii (1089). Po koronacji przyjęła imię Adelajda (niem. Adelheid).
Według kronikarzy Henryk znalazł się pod wpływami gnostyckiej sekty nikolaitów. W swoim pałacu Henryk miał organizować orgie, do udziału w których zmuszał żonę. Raz miał nawet zaoferować ją swojemu synowi, Konradowi. Ten odmówił, a później zbuntował się przeciw ojcu. Podczas kampanii we Włoszech Henryk wziął Eupraksję ze sobą i umieścił ją pod strażą w Weronie. Cesarzowa uciekła w 1093 i znalazła schronienie w Canossie, na dworze Matyldy toskańskiej, jednej z przeciwniczek Henryka, sojuszniczki papieża Urbana II.
Dzięki namowom papieża Eupraksja wystąpiła w 1095 na synodzie w Piacenzy. Tam ze szczegółami przedstawiła przed zebranymi współżycie intymne ze swoim mężem. Oskarżyła Henryka o przetrzymywanie jej wbrew jej woli, zmuszanie jej do uczestniczenia w orgiach oraz i odprawianie „czarnych mszy” na jej nagim ciele.
Po tych wydarzeniach Eupraksja udała się na Węgry, gdzie przebywała do 1099 Później wróciła na Ruś. W 1106 wstąpiła do klasztoru. Zmarła w Ławrze Peczerskiej w 1109.